# Carolyn Hamblin
Carolyn Hamblin es una deportista australiana que compitió en judo. Ganó dos medallas en el Campeonato de Oceanía de Judo, en los años 1977 y 1979.

## Palmarés internacional
| Campeonato de Oceanía | Campeonato de Oceanía   | Campeonato de Oceanía | Campeonato de Oceanía |
| Año                   | Lugar                   | Medalla               | Categoría             |
| --------------------- | ----------------------- | --------------------- | --------------------- |
| 1977                  | Melbourne (Australia)   | Medalla de oro        | –50 kg                |
| 1979                  | Rotorua (Nueva Zelanda) | Medalla de plata      | –52 kg                |